# Götz Hueck
Gottfried Martin Hueck (* 21. September 1927 in Jena; † 1. März 2021) war ein deutscher Jurist und Rechtswissenschaftler an der Ludwig-Maximilians-Universität München.

## Leben
Bereits im Kleinkindalter zog Hueck mit seiner Familie von Jena nach München um, da sein Vater, der Jurist Alfred Hueck, einen Ruf an die Ludwig-Maximilians-Universität erhalten hatte. Nach dem Abitur am Wilhelmsgymnasium studierte Hueck von 1946 bis 1950 Rechtswissenschaft an den Universitäten München und Münster. 1951 wurde er mit einer von Rolf Dietz betreuten Arbeit über Betriebsvereinbarungen zum Dr. iur. promoviert. Nach Bestehen der Zweiten Juristischen Staatsprüfung 1955 habilitierte sich Hueck 1958 bei Rolf Dietz an der Universität Münster mit einer Untersuchung zum Grundsatz der gleichmäßigen Behandlung im Privatrecht.
Zum Wintersemester 1960/61 nahm Hueck einen Ruf an die Freie Universität Berlin, 1965 einen Ruf an die Universität Hamburg an. Nach der Emeritierung seines akademischen Lehrers Dietz wechselte er 1971 schließlich auf dessen Lehrstuhl an der Ludwig-Maximilians-Universität München. Dort hatte er bis zu seiner Emeritierung im Jahre 1995 den Lehrstuhl für Bürgerliches Recht, Arbeitsrecht, Handels- und Wirtschaftsrecht inne.
1997 wurde Hueck für seine wissenschaftlichen Leistungen mit dem Verdienstorden der Bundesrepublik Deutschland (Verdienstkreuz 1. Klasse) ausgezeichnet. 2001 erhielt er die Ehrendoktorwürde der Universität Athen.
Zu Huecks Schülern gehören Christine Windbichler, Gerrick von Hoyningen-Huene und Joachim Schulze-Osterloh.

## Schriften
- Die Betriebsvereinbarung. Böhlau, Münster/Köln 1952.
- Der Grundsatz der gleichmäßigen Behandlung im Privatrecht. C.H. Beck, München/Berlin 1958.
- Gesellschaftsrecht (zusammen mit Christine Windbichler). 21. Auflage. C.H. Beck, München 2007, ISBN 3-406-54875-X.
- GmbH-Gesetz (zusammen mit Lorenz Fastrich, Ulrich Haas, Ulrich Noack und Wolfgang Zöllner). 19. Auflage. C.H. Beck, München 2010. ISBN 978-3-406-58217-2.